# 巴桑斯
巴桑斯（法語：Bassens，法語發音：[basɛ̃s]）是法国吉伦特省的一个市镇，位于该省中部，波尔多市区东北，吉伦特河口右岸，属于波尔多区。

## 地名
名称拼写相同的市镇在法国东部的萨瓦省亦有出现，不过其末尾的“s”不发音，而此地的发音。

## 地理
巴桑斯（44°54'12"N, 0°31'1"W）面积10.28 平方千米，位于法国新阿基坦大区吉倫特省，该省份为法国西南部沿海省份，是法國本土面积最大的省，北起滨海夏朗德省，西临大西洋，南至朗德省，东南接洛特-加龍省，东临多爾多涅省。
与巴桑斯接壤的市镇（或旧市镇、城区）包括：布朗克福尔、洛尔蒙、昂巴雷斯和拉格拉沃、波尔多、卡尔邦布朗、圣路易德蒙费朗。
巴桑斯的时区为UTC+01:00、UTC+02:00（夏令时）。

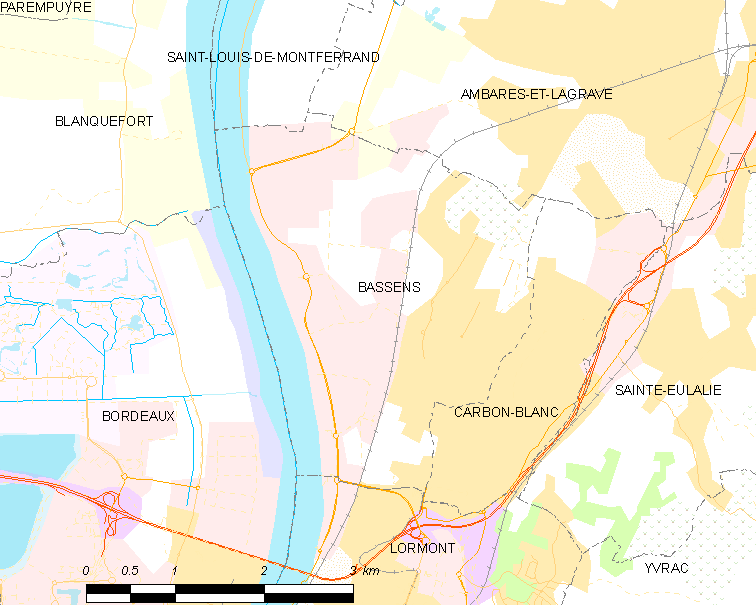
巴桑斯的OSM定位图

## 行政
巴桑斯的邮政编码为33530，INSEE市镇编码为33032。

## 政治
巴桑斯所属的省级选区为洛尔蒙县。

## 人口

1962-2008年间巴桑斯人口变化图示

巴桑斯于2022年1月1日时的人口数量为8132人。